# Natolewice (jezioro)
Natolewice – jezioro na Równinie Gryfickiej, położone w gminie Płoty, w woj. zachodniopomorskim. 
Powierzchnia zwierciadła wody jeziora wynosi 1,9 ha.
Przez jezioro przepływa struga Lusówka, która wpada od południowego brzegu, a uchodzi przy północnym.
Nad wschodnim brzegiem znajduje się przysiółek Lusowo. Wieś Natolewice leży ok. 1,8 km na zachód od jeziora.
Przed II wojną światową jezioro posiadało nazwę Lüssow See.